# Conférence des évêques catholiques de Cuba
La Conférence des évêques catholiques de Cuba (en espagnol : Conferencia de Obispos Católicos de Cuba, abrégé COCC) est une conférence épiscopale de l’Église catholique qui réunit les ordinaires de Cuba.
Elle fait partie du Conseil épiscopal latino-américain (CELAM), avec une vingtaine d’autres conférences épiscopales.

## Membres
La conférence regroupe une petite vingtaine de membres.

## Sanctuaires
La conférence épiscopale a désigné quatre sanctuaires nationaux :
- à La Havane :
  - le sanctuaire Jésus-le-Nazaréen-de-la-Délivrance d’Arroyo Arenas à La Lisa[7],[5], en 1955[8], fermé et dans un état de dégradation avancé[8] ;
  - l’église Notre-Dame de Regla[9],[5], en 1987[10] ;
  - le sanctuaire Saint-Lazare d’El Rincón à Santiago de las Vegas[11],[5] ;
- la basilique Notre-Dame-de-Charité d’El Cobre[12].